# 타흐신 야즈즈
타흐신 마나스트르 야즈즈(1892년 ~ 1971년 2월 11일)는 튀르키예의 군인이다.

## 생애
타흐신 야즈즈는 1892년, 오스만 제국의 마나스트르(현재의 북마케도니아 비톨라)에서 아버지인 알리 베이와 어머니인 가니메트 하늠 사이에서 태어났다. 1909년에 육군사관학교에 입교, 1912년 3월 1일에 졸업과 동시에 소위로 임관하였다. 제1차 세계 대전 당시 오스만 제국이 영국, 프랑스를 비롯한 연합국을 이긴 전투인 갈리폴리 전투에서 활약을 하였고, 1916년 3월 1일에는 중위로 진급하였다. 튀르키예 독립 전쟁이 한창인 1920년 10월 10일에는 대위로 진급했다. 튀르키예가 주권을 인정받고, 공화국을 선포한 지 한참 된 1927년에는 기병 학교의 교관으로 임명되었고, 1931년 8월 31일에는 소령으로 진급하였다. 1935년에는 튀르키예의 첫 탱크 부대의 대대장으로 임명되었으나, 1937년에 다시 기병 학교로 돌아갔다. 1938년 8월 30일에는 중령으로 진급했으며, 1943년 8월 30일에는 대령으로 진급했다.
그는 한국 전쟁 당시 준장 계급을 달고 5천 명의 튀르키예 여단을 이끌었다. 튀르키예 여단은 UN군 편에서 참전하였으며, 1950년 10월 17일 대한민국 부산항에 도착했다. 튀르키예 여단은 수원, 금화 등지에서 벌어진 전투에서 크게 승리했으며, 1950년 12월에 있었던 군우리 전투에서 미군들을 뒤에서 호위하는 동시에 중공군에 대한 지연 작전을 성공시킬 수 있었다.

### 퇴역 이후
타흐신 야즈즈는 한국 전쟁 기간 중인 1951년 11월에 튀르키예로 귀국한 후 1952년에 퇴역했다. 1954년부터 1960년 사이에 10, 11번째 민주당 이스탄불 국회의원이 되었다. 그러나 민주당 집권에 반대하여 이뤄진 5월 27일 쿠테타 이후 야스아다 교도소에서 재판을 받으며 5년형을 받고 수감되었고, 특사법으로 풀려났다. 1971년 노환으로 사망했다.

## 가족 관계
- 네자하트 하늠(1904~1996)
- 아흐메트 발리(1931~현재) 아들
- 알리 야지지 : 손자(터키군 중령)[1]

## 참고자료
- 한국 전쟁 : 백과 사전에드. 스탠리 샌들러 (테일러 & 프랜시스, 1995), 338.
- 한국 전쟁 : 백과 사전에드. 스탠리 샌들러, 테일러 & 프란시스, 1995.